# Мильпош
Мильпош, або Мільпош, Мілпош (словац. Milpoš) — село в Словаччині, Сабинівському окрузі Пряшівського краю.
Уперше згадується у 1950 році. Село виникло відділенням від сусідніх Ганигівців.
У селі є греко—католицька церква св. апостолів Петра і Павла з 1909 року.

## Географія
Розташоване в північно-східній частині Словаччини на схилах Чергівських гір в долині Мильпоського потока.

## Населення
| Рік:            | 1993 | 2003    | 2013    | 2023    |
| --------------- | ---- | ------- | ------- | ------- |
| Кількість осіб: | 632  | 658     | 692     | 649     |
| Різниця:        |      | +4,11 % | +5,16 % | -6,21 % |

| Рік:            | 2022 | 2023    |
| --------------- | ---- | ------- |
| Кількість осіб: | 654  | 649     |
| Різниця:        |      | -0,76 % |

У селі проживає 677 осіб.
Національний склад населення (за даними останнього перепису населення — 2001 року):
- словаки — 99,23 %,
- чехи — 0,15 %.

Склад населення за приналежністю до релігії станом на 2001 рік:
- греко-католики — 70,66 %,
- римо-католики — 27,50 %,
- православні — 0,31 %,
- не вважають себе вірянами або не належать до жодної вищезгаданої конфесії — 1,54 %.